# 安城湯麺
安城湯麺（アンソンタンミョン、안성탕면）は、農心で製造されているインスタントラーメン。

## 概要
1983年に発売され、乾燥した大根の葉などを入れたウゴジ汁を再現するという提案で開発された。発売3ヶ月で41億ウォンの売上を記録し、1984年には、年間売上200億ウォンを超える記録を樹立させている。
スープは牛骨と牛肉から煮出しており、味噌と唐辛子の風味により、香ばしく濃厚でピリ辛という味になっている。また、海鮮スープの安城湯麺も発売されている。
商品名の由来は、古くから穀倉地帯として知られている京畿道安城市である。